# Mật mã Lyoko
Mật mã Lyoko (tiếng Pháp: Code Lyoko) là một bộ phim hoạt hình dài tập của truyền hình Pháp do Thomas Romain và Tania Palumbo sáng tác và được hãng MoonScoop sản xuất. Nội dung phim kể về cuộc phiêu lưu của một nhóm gồm năm thanh thiếu niên đi vào thế giới ảo có tên Lyoko để chiến đấu chống lại thế lực X.A.N.A. đang đe dọa đến Trái Đất. Mật mã Lyoko được hãng Anterfilms phát triển từ dự án Garage Kids và sau đó được MoonScoop sản xuất lại. Bộ phim được thực hiện bằng kỹ thuật vẽ tay 2D và CGI.
Mật mã Lyoko bắt đầu công chiếu lần đầu tiên với 97 tập phim vào ngày 3 tháng 9 năm 2003 và kết thúc vào ngày 10 tháng 11 năm 2007 trên kênh France 3 của Pháp. Đồng thời được phát sóng lần đầu ở Mỹ vào ngày 19 tháng 4 năm 2004 trên kênh Cartoon Network.
Phần tiếp theo của bộ phim mang tên Mật mã Lyoko: Tiến hóa (tiếng Pháp: Code Lyoko: Evolution) gồm 26 tập phim và bắt đầu chiếu từ ngày 19 tháng 12 năm 2012 đến ngày 19 tháng 12 năm 2013.
Tại Việt Nam, Bộ phim hoạt hình được phát sóng trên kênh VTV2, VTV3 & BiBi năm 2006 - 2008 và VTV6 năm 2016.

## Nội dung và nhân vật

### Nội dung

Yumi, Aelita, Odd và Ulrich ở lãnh thổ băng của thế giới ảo Lyoko (phần 1).

Jeremie Belpois, cậu bé 13 tuổi đang học tại trường nội trú Học viện Kadic, cậu tình cờ phát hiện ra một siêu máy tính nằm trong một nhà máy bị bỏ hoang gần trường học. Sau khi máy tính được kích hoạt, Jeremie phát hiện ra một thế giới ảo gọi là Lyoko và rồi quen biết cô gái tên Aelita Schaeffer đang bị mắc kẹt trong siêu máy tính. Từ đó, một loạt các sự kiện kỳ lạ bắt đầu xảy ra tại ngôi trường Học viện Kadic. Cùng nằm trong máy tính này là một hệ thống thông minh tên là X.A.N.A với khả năng khống chế máy tính và mạng lưới điện toàn cầu, thậm chí điều khiển được con người. Mục tiêu của XANA là chinh phục thế giới và tất cả loài người.
Trong phần một, Jeremie hỗ trợ bằng máy tính trong khi Aelita ở Lyoko để ngăn chặn âm mưu của XANA. Cậu được hỗ trợ từ ba người bạn là Ulrich Stern, Odd Della Robbia và Yumi Ishiyama để cứu cả hai thế giới bằng cách vào phòng quét để biến đổi vào thế giới ảo Lyoko. Trong mỗi trận chiến, Aelita luôn được Yumi, Ulrich, và Odd bảo vệ vì cô có khả năng mã hóa vùng Lyoko bị XANA xâm chiến và vô hiệu hóa tháp. Tuy nhiên, nhóm phát hiện ra XANA đã nhiễm một loại virus vào người Aelita để ngăn chặn khả năng tắt siêu máy tính của cô. Ở phần hai, nhóm của Jeremie tập trung tìm kiếm biện pháp để lấy virus ra khỏi người Aelita. Trong khi ở Lyoko, XANA cố gắng đánh cắp bộ nhớ của Aelita để lấy chìa khóa mở Lyoko để giúp chúng thoát khỏi siêu máy tính. Nhóm kết nạp thêm một thành viên nữa là William Dunbar ở phần ba. William là một học sinh được chuyển đến trường Kadic, nhưng cậu sớm bị trở thành nô lệ cho XANA để chống lại nhóm Jeremie. Trong phần bốn, nhóm bạn của Jeremie đã đánh bại và tiêu diệt được XANA để cứu William ra khỏi thế giới ảo. Người buồn nhất là Aelita vì cha cô đã hy sinh để giúp họ tắt siêu máy tính. Ở đoạn cuối, nhóm đã cùng nhau tắt siêu máy tính để chuẩn bị cho cuộc sống mới, nhưng những kỷ niệm vui buồn khi cùng chiến đấu trong Lyoko sẽ mãi mãi ở trong tim của năm người bạn.

#### Lyoko
Lyoko (phát âm: ly-ô-cô) là một thế giới ảo trong siêu máy tính. Nó bao gồm năm lãnh thổ khác nhau như rừng, núi, băng, sa mạc, và lãnh thổ thứ 5 (trung tâm Lyoko). Mỗi lãnh thổ có một môi trường và phong cảnh khác nhau. Bốn lãnh thổ đầu tiên nằm ở bốn địa điểm khác nhau và chúng đều dẫn đến trung tâm Lyoko bằng một quả cầu khổng lồ. Tất cả lãnh thổ này bị hủy diệt trong phần ba, nhưng năm lãnh thổ được Jeremie và Aelita phục hồi dưới sự giúp đỡ của Franz Hopper trong phần bốn. Siêu máy tính được đặt trong tầng hầm của một nhà máy bị bỏ hoang ở gần trường Kadic. Ngoài ra, bên trong Lyoko còn có biển kỹ thuật số và nhiều bản sao Lyoko.

#### XANA
XANA là một hệ thống máy tính thông minh có khả năng khống chế máy tính và mạng lưới điện toàn cầu, thậm chí còn điều khiển được con người. XANA là nhân vật phản diện của bộ phim. Ban đầu, XANA được lập trình và tạo ra bởi Franz Hopper (cha của Aelita) trong những năm 1990 để chống lại Dự án Carthage - một hệ thống phần mềm quân sự mà Franz Hopper từng tham gia. XANA còn được dùng nó để ngăn chặn chính phủ Pháp. Thật không may, XANA dần lớn mạnh và thông minh hơn, nó muốn tiêu diệt luôn Franz Hopper. Sau đó, XANA và cha con Aelita bị mắc kẹt trong siêu máy tính vì Franz bẫy được XANA vào siêu máy tính để ngăn chặn nó tàn phá thế giới thật.
Những sự vật và con người được XANA khống chế có khả năng phi thường như: tăng sức mạnh, tăng tốc độ, biết bay, đi xuyên tường... XANA có tất cả 12 quái vật. Những quái vật này dùng để cản trở nhóm Jeremie mã hóa tháp mà XANA kích hoạt. Chúng là: Krabe, Blok, Kankrelat, Megatank, Hornet, Creeper, Kolossus, Kongre, Sharks, Manta, Tarantula và Scyphozoa.

#### Quái vật[14]
| - Blok là quái vật có hình khối vuông và bắn laser bằng bốn mắt, trước khi tấn công thường xoay thành mặt khác để bắn. - Creeper là quái vật giống như thằn lằn nhưng chỉ có hai chân và một đuôi. Chúng thường xuất hiện ở lãnh thổ thứ năm và bắn laser bằng miệng. - Hornet là quái vật giống như ong bắp cày hay muỗi. Chúng thường đi theo đàn, biết bay, và bắn laser bằng đuôi. - Kankrelat là quái vật giống như rệp. Chúng thường đi theo đàn, có kích thước nhỏ nhất, và bắn laser bằng miệng. - Kalamar là quái vật giống như mực ống hay bạch tuộc. Chúng ở trong đại dương số với Rekins và thường dùng mũi khoang để tấn công tàu Skid. - Kolossus là quái vật to lớn nhất của XANA và xuất hiện ở những tập cuối của bộ phim. Nó được tạo thành từ đá và nham thạch. | - Krabe là quái vật giống như cua nhưng chỉ có bốn chân và bắn laser bằng miệng. - Manta là quái vật giống như cá đuối nhưng biết bay như Hornet. Chúng thường xuất hiện ở lãnh thổ thứ năm như Creeper, bắn laser bằng miệng, và thường được William làm vật cưỡi. - Medusa là quái vật giống như sứa. Chúng không chiến đấu mà chủ yếu có nhiệm vụ tẩy não Aelita bằng tám xúc tu. - Megatank là quái vật có hình khối cầu bằng kim loại. Chúng được là quái vật mạnh nhất của XANA và bắn laser bằng nửa đường tròn. - Shark (Rekins) là quái vật giống như cá mập. Chúng ở trong đại dương số với Kalamar và bắn pháo bằng miệng. - Tarantula là quái vật giống như bọ ngựa nhưng chỉ có bốn chân. Chúng được xem là quái thông minh nhất của XANA; trước khi bắn chúng để hai chân như một khẩu súng và bắn laser bằng hai chân trước. |

#### Khác
Tàu Skid (Skidbladnir) là chiếc tàu được Aelita, Yumi, Odd và Ulrich dùng để xuống đại dương số hay khám phá các bản sao khác của Lyoko. Tàu Skid gồm năm khoang; các khoang đều có thể tách khỏi thân tàu để chiến đấu với quái vật và thân tàu được Aelita trực tiếp điều khiển.
Phòng quét là phương tiện dùng để biến đổi và quét Aelita, Odd, Yumi và Ulrich vào thế giới ảo Lyoko; máy quét có ba phòng. Nếu bị ngắt điện thì những ai còn trong Lyoko sẽ bị kẹt ở Lyoko.

### Nhân vật

#### Nhân vật chính

Từ trái sang phải: Aelita, Ulrich, Yumi, Odd (với kiwi) và Jeremie. (phần 1)

Trong lúc đang tìm kiếm bộ phận để lắp ráp robot, Jeremie vô tình phát hiện một siêu máy tính trong một tầng hầm mà Franz Hopper đã giấu kín hơn mười năm qua. Khi kích hoạt, Jeremie phát hiện ra một thế giới ảo gọi là Lyoko và quen biết với Aelita, một cô gái bị mắc kẹt trong siêu máy tính trong lúc cùng cha bỏ trốn sự truy sát của XANA. Sau khi biết về siêu máy tính, nhóm Jeremie thường vào Lyoko để chiến đấu với XANA để ngăn chặn mục tiêu chinh phục thế giới của nó. Sau một thời gian chiến đấu, nhóm quyết định giúp đưa Aelita ra thế giới thật để học hành như người bình thường. Khi thoát khỏi Lyoko, Aelita thường có linh cảm và những cơn ác mộng về những chuyện sắp xảy ra. Cô luôn gắn bó với Jeremie và cả hai dần có tình cảm với nhau. Tại trường Kadic, Odd ở cùng phòng với Ulrich. Odd có tính tình khá hài hước và thường gọi Aelita là "công chúa" cũng như gọi Jeremie là "Anhxtanh." Ulrich và Yumi có tình cảm với nhau, nhưng cả hai lại quyết định làm bạn. Ulrich giỏi môn thể dục nhưng lại sợ độ cao; cậu cũng hay ghen với William khi thấy Yumi đi cùng cậu ta. Còn Yumi là thành viên duy nhất trong nhóm không ở trong ký túc xá của trường mà ở cùng gia đình; cô cũng lớn hơn những thành viên còn lại một tuổi.
Tham gia vào mỗi trận chiến với XANA gồm Yumi, Aelita, Odd và Ulrich. Khi vào Lyoko, nhiệm vụ của Odd, Ulrich, và Yumi là bảo vệ Aelita để cô mã hóa tháp mà XANA đã kích hoạt. Yumi dùng hai chiếc quạt truyền thống của Nhật Bản để chiến đấu ở khoảng cách xa và có khả năng siêu năng lực giúp nâng vật thể để cản trở quái vật. Vũ khí của Ulrich là thanh kiếm Nhật Katana, ngoài ra cậu cũng có thể phân thân thành ba người và di chuyển với tốc độ cao. Odd dùng mũi tên laser đặt trên bàn tay và đôi lúc cậu cũng có thể cảm ứng được tương lai. Aelita thì có quả cầu lửa để chiến đấu và chiếc đồng hồ đeo tay giúp mọc cánh để bay; cô còn có thể dùng siêu năng lực để tạo vật cản chống lại quái vật. Họ thường dùng xe bay scooter, ván trượt bay và mô-tô một bánh để làm phương tiện di chuyển. Còn Jeremie, do có nhiều am hiểu về máy tính nên cậu không bao giờ đi đến Lyoko mà ở lại phòng máy để hỗ trợ cho đồng đội. Họ thường phải đối đầu với William, một thành viên mới gia nhập nhóm nhưng lại bị XANA điều khiển.

#### Nhân vật khác[14]

Từ trái sang phải: Ulrich, Jeremie, Odd, Yumi và Aelita. (phần 1)

- William Dunbar là một học sinh được chuyển đến trường Kadic. Khi mới đến trường, William là một người cô độc và ít tiếp xúc với ai. Thấy vậy, Yumi đến kết bạn với cậu, và hai người nhanh chóng nảy sinh tình cảm. Mặc dù William và nhóm Jeremie thường xảy ra tranh cãi, nhưng Jeremie, Ulrich, Odd, và Aelita đều ủng hộ cậu tham gia nhóm. Tuy vậy, Yumi lại không đồng ý, nhưng cuối cùng cô cũng chấp nhận. Vào Lyoko lần đầu tiên, William lại bị XANA khống chế để làm con rối cho chúng. Trong Lyoko, William mang một thanh kiếm khổng lồ với bộ trang phục màu đen (khi bị XANA kiểm soát). Nhiệm vụ của William là tìm cách tiêu diệt Aelita để cô không thể mã hóa tháp mà XANA đã kích hoạt. Phần bốn trong bộ phim, William được nhóm Jeremie cứu khỏi sự điều khiển của XANA.[26]
- Waldo Franz Schaeffer (Franz Hopper) là cha của Aelita. Ông là người tạo ra Lyoko và cũng từng tham dự án Carthage. Trước đây, Franz Hopper là giáo viên dạy môn khoa học tại Học viện Kadic, nhưng sau đó ông biến mất đột ngột và sống trong một ngôi nhà ở khu trường học gọi là bảo tàng Hermitage. Trong một nhà máy bị bỏ rơi gần đó, Franz đã xây dựng siêu máy tính để tạo ra Lyoko và cuối cùng bị kẹt ở Lyoko vì cố ngăn chặn XANA. Jeremie Belpois phát hiện ra siêu máy tính đó gần mười năm sau. Trong tập cuối cùng của bộ phim, Franz Hopper hy sinh trong Lyoko để tiêu diệt XANA.[26]
- Jim Morales là giáo viên dạy thể dục cho trường Học viện Kadic. Trong nhiều sự việc, thầy Jim đã phát hiện ra sự tồn tại của Lyoko và XANA, nhưng những ký ức này luôn được bị biến mất khi nhóm Jeremie đi ngược thời gian quay về quá khứ.[26]
- Sissi Delmas là con gái của hiệu trưởng trường Kadic, chính vì thế mà cô luôn kiêu ngạo và chê bai người khác. Sissi cũng có tình cảm với Ulrich; cô và Odd hay thường xuyên trêu chọc nhau.[26]

### Nguồn gốc và ý tưởng

Áp phích Mật mã Lyoko (phần bốn).
Từ trái sang phải: Ulrich, Yumi, Odd, và Aelita.

## Tiếp nhận

Áp phích cho trò chơi Code Lyoko: Quest for Infinity của hệ máy Wii.
Từ trái sang phải: Yumi, Odd, Ulrich và Aelita.

## Sản xuất